# Phil Schiller
Philip W. Schiller (Natick, Massachusetts, 8 de junho de 1960) é vice-presidente de marketing da firma Apple. Tornou-se internacionalmente conhecido por suas apresentações dos produtos da Apple. É membro do conselho, desde que Steve Jobs retirou-se em 1997.

## Vida
Schiller obteve o bacharelato em biologia no Boston College em 1982. Iniciou um Ph.D. em inglês, mas não o completou.

## Apple
Nas apresentações dos produtos da Apple, as denominadas keynotes, é frequentemente personalidade de destaque. Principalmente durante a ausência de Steve Jobs por motivos de saúde, foi responsável principal nas apresentações. Em 2009 por exemplo foi o apresentador do iPhone 3GS.